# Consum (cooperativa)
Consum és una empresa cooperativa valenciana del sector de la distribució d'aliments. Va obrir el seu primer supermercat el 1975 a Alaquàs. Des de llavors, la seva evolució s'ha caracteritzat per un creixement continu fins a posicionar-se, en l'actualitat, com una de les principals empreses del sector de la distribució. Compta amb 646 botigues distribuïdes sobretot pel País Valencià i per Catalunya, però també a Aragó, Múrcia, Andalusia i Castella-la Manxa. La seva seu es troba al municipi valencià de Silla.
A partir del 1987 es produeix el punt d'inflexió en la política d'expansió de Consum. La cadena de supermercats adquireix empreses del sector de la distribució d'una envergadura ja considerable com Vegeva (1988), Ecoben, Alihogar (1991) i Jobac (1991) al País Valencià i Distac (1998) i Disbor (1999) a Catalunya. A principis de 1991, Consum va formar part del Grup Eroski en qualitat de soci fundador d'una aliança. Aquesta aliança comercial va finalitzar el febrer del 2004, després que Consum decidira desvincular-se del projecte per divergències amb el model organitzatiu.
El 2007, Consum va incrementar amb 53 supermercats Supersol, la xarxa de supermercats Consum i Consum Basic que disposa a Catalunya, consolidant així la seva expansió a Catalunya. Aquest mateix any, també va adquirir 62 supermercats de Caprabo, repartits pel País Valencià, Múrcia, Castella-la Manxa i Andalusia, reforçant la seva posició estratègica en l'arc mediterrani. Al maig de 2010 adquireix 21 supermercats Vidal Europa i un Eroski, seguint la seva política d'expansió orgànica. Des del 10 de juny del 2010 el president del consell rector és Francesc Llobell Mas. Actualment, Consum desenvolupa la seua activitat en el sector de la distribució a través d'una xarxa comercial formada per prop de 646 supermercats: entre Consum, Consum Basic i Charter.
Segons les dades de 2022 té 874 establiments, 477 de propis i 403 Charter, una plantilla de 19.337 treballadors i uns 4,3 milions socis-clients. Del total de 680 establiments, 421 supermercats estan al País Valencià i 178 a Catalunya, la resta es reparteixen a Castella-la Manxa (37), Múrcia (33), Andalusia (13) i l'Aragó (4).

## Polèmiques

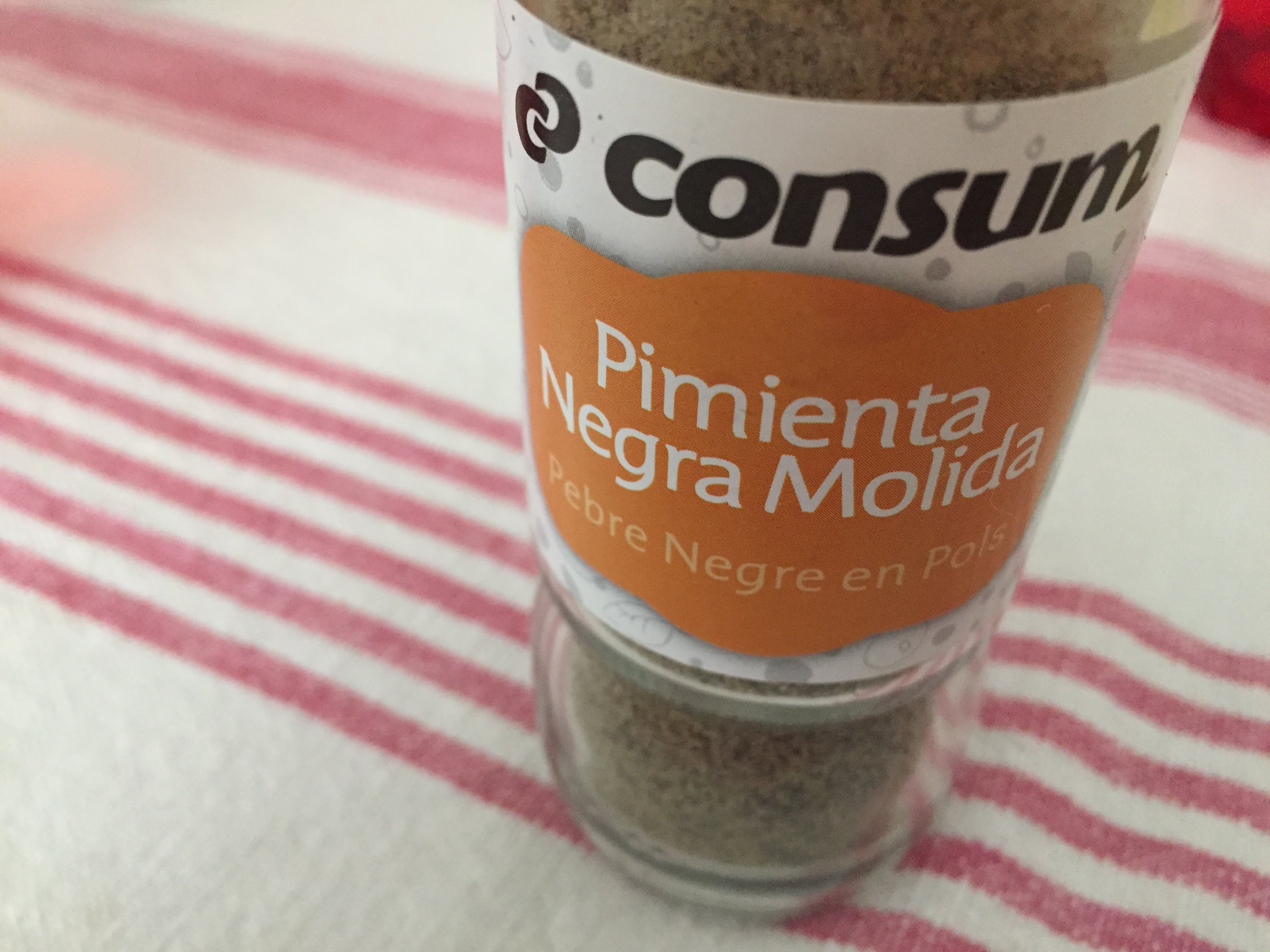
Etiquetatge bilingüe.

L'any 2018 Consum va eliminar el valencià/català de l'etiquetatge del 5% productes de la seua marca blanca, donant lloc a un seguit de queixes a les xarxes socials per part d'alguns consumidors valencians i catalans, als que es van sumar alguns diputats i membres de la Generalitat Valenciana de Compromís. Així mateix, es van arreplegar desenes de milers de signatures a Change.org demanant a Consum que mantinguera l'etiquetatge en valencià.
El maig de 2018 Consum va reconèixer la pèrdua de 200 socis per la seua decisió, tot i que asseguraren que les vendes no es ressentiren.